# Denise Perning
Denise Perning, född 25 augusti 2004 i Stockholm, är en svensk röstskådespelare/dubbare. Perning började som röstskådespelare 2011 och är mest känd för sina roller som Agnes i (Dumma mej 2), Wanda i (Wanda and the Alien) och Lo i (Happy Feet 2)

## Filmografi (urval)
- 2011 – Jessie (TV-serie) (röst till Emma som liten)
- 2011 – Happy Feet 2 (röst som Lo)
- 2012 – Lorax (röst som Bea)
- 2013 – Dumma mej 2 (röst som Agnes)
- 2014 – Familjen Thunderman (röst som Frankie)
- 2014 – Den stora nötkuppen (röst som scoutflicka)
- 2014 – Wanda and the Alien (TV-serie) (röst som Wanda)
- 2015 – Prinsesskolan (TV-serie) (röst som Elsa, Mona, Emma)
- 2016 – Djuroasen (TV-serie) (röst som Tussan)
- 2016 – Lejonvakten (TV-serie) (röst till zebran)